# Parafia Matki Bożej Królowej Polski w Tenczynie
Parafia Matki Bożej Królowej Polski w Tenczynie – została utworzona w 1987. Kościół parafialny budowany był w latach 1958–1970 i został poświęcony w 1970. Budową kierował m.in. o. Remigiusz Kranc, b. minister prowincji krakowskiej i b. dowódca polskie samoobrony w Ostrogu na Wołyniu. Duszpasterską posługę sprawują w parafii kapłani należący do Zakonu Braci Mniejszych Kapucynów. Od 1995 r. funkcjonuje na terenie parafii Dom Rekolekcyjny Braci Kapucynów.